# Cratere Ravel
Ravel  è un cratere sulla superficie di Mercurio.